# Kystfodring
Kystfodring er en metode til kystbeskyttelse ved hjælp af tilførsel af sand til kyster, der eroderes af bølgerne.
Ved kystfodring suges sand op fra havbunden af et specialskib, en såkaldt sandpumper, og derefter pumpet ud på havbunden foran stranden (revlefodring) eller ledet gennem et rør direkte ind på stranden selv (strandfodring).
Sandet til kystfodring hentes i cirka 12 kilometers afstand fra landet. Kystfodring er i dag en anerkendt metode til kystbeskyttelse og blev blandt andet anvendt på den jyske vestkyst og på den sydslesvigske ø Sild. I 1996 blev for eksempel kysten foran Vesterland fodret med cirka 800.000 m3 sand, det kostede 12,5 millioner tyske mark . Sandet til kystfodring af den jyske vestkyst hentes i Nordsøen ca. 8 – 10 km fra land i særligt udvalgte områder på 15 – 20 meters vanddybde.
Andre kendte metoder til kystsikringen er opstilingen af høfder eller tetrapoder.

## Galleri
- Fra skibet pumpes blandingen af vand og sand ind i kysten gennem pipelines.
- Sandet flyder ud over stranden
- Strandfodring.

## Eksterne links
- Kystdirektoratet: Beskrivelse af kystfodring